# 鯨井意玖子
鯨井意玖子 (日语：くじらいいく子，1958年3月20日—)，日本漫畫家，女性，東京都新宿區出身。

## 經歷
中學時開始畫漫畫。和光大學畢業，出社會後曾做過OL，1978年出道成為漫畫家，以青年誌為主發表作品。

## 台灣出版作品
- - 耍冰救生員 (1~2集，完/長鴻/200?)
  - 湘南痛快男 (1~3集,完/東立/199?/譯者：盧曉弘)
    - 以救生員作题材的喜劇漫畫